# Per Knut Aaland
Per Knut Aaland (né le 5 septembre 1954) est un ancien fondeur norvégien.

## Jeux olympiques
Per Knut Aaland participe à deux éditions des Jeux olympiques d'hiver, en 1976 à Innsbruck, où il termine à la sixième place du cinquante kilomètres, et en 1980 à Lake Placid, où il termine seizième du trente kilomètres et remporte la médaille d'argent avec le relais.
- Jeux olympiques d'hiver de 1980 à Lake Placid, États-Unis
  -  Médaille d'argent en relais 4 × 10 km.

## Coupe du monde
- Meilleur classement final en Coupe du monde : 16e en 1983 ;
- 3 podiums.